# Боа-Виста-ду-Кадеаду
Боа-Виста-ду-Кадеаду (порт. Boa Vista do Cadeado) — муниципалитет в Бразилии, входит в штат Риу-Гранди-ду-Сул. Составная часть мезорегиона Северо-запад штата Риу-Гранди-ду-Сул. Входит в экономико-статистический микрорегион Крус-Алта. Население составляет 2447 человек на 2007 год. Занимает площадь 701,111 км². Плотность населения — 3,6 чел./км².

## Статистика
- Валовой внутренний продукт на 2003 составляет 92 239 942,00 реала (данные: Бразильский институт географии и статистики).
- Валовой внутренний продукт на душу населения на 2003 составляет 36 851,76 реала (данные: Бразильский институт географии и статистики).

## География
Климат местности: субтропический гумидный.